# Sabrina Scharf
Sabrina Scharf (* 17. Oktober 1943 in Delphos, Ohio als Sandra Mae Trentman) ist eine US-amerikanische Schauspielerin und Politikerin.

## Leben
Scharf hatte etliche Auftritte in Fernsehserien der 1960er und 1970er Jahre, so etwa in Gidget (1965), Raumschiff Enterprise (1968), Mannix (1968/1969), Ein Käfig voller Helden (1968/1970), Hawaii Fünf-Null (1969–1971) und Harry O (1975). Filme, in denen sie spielte, sind Immer wenn er Dollars roch (1966), Die wilden Schläger von San Francisco (1967), Easy Rider (1969), in dem sie als Sarah auftrat, The Virgin President (1969) und Hunter (1973).
Mitte der 1970er Jahre wechselte sie in die Politik. 1976 verfehlte sie knapp die Wahl in den Senat von Kalifornien. Seit 2007 ist sie im Immobiliengeschäft tätig. Scharf ist seit Mai 1968 mit dem Drehbuchautor und Filmproduzenten Bob Schiller verheiratet und hat mit ihm zwei Kinder.

## Filmografie (Auswahl)
- 1965: Gidget (Fernsehserie, eine Folge)
- 1966: Katy (The Farmer’s Daughter, Fernsehserie, eine Folge)
- 1966: Immer wenn er Dollars roch (Dead Heat on a Merry-Go-Round)
- 1966: Solo für O.N.K.E.L. (The Man from U.N.C.L.E., Fernsehserie, eine Folge)
- 1966: Dancer für U.N.C.L.E. (The Girl from U.N.C.L.E., Fernsehserie, eine Folge)
- 1966: Daniel Boone (Fernsehserie, eine Folge)
- 1967: Das Geheimnis der blauen Tropfen (Captain Nice, Fernsehserie, eine Folge)
- 1967: Die wilden Schläger von San Francisco (Hells Angels on Wheels)
- 1967: Wasserloch Nr. 3 (Waterhole #3)
- 1967: Accidental Family  (Fernsehserie, eine Folge)
- 1968: Verrückter wilder Westen (Wild Wild West, Fernsehserie, eine Folge)
- 1968: The Danny Thomas Hour (Fernsehserie, eine Folge)
- 1968: Raumschiff Enterprise (Star Trek, Fernsehserie, eine Folge)
- 1968: The Virgin President
- 1968: Bezaubernde Jeannie (I Dream of Jeannie, Fernsehserie, eine Folge)
- 1969: Easy Rider
- 1968–1969: Mannix (Fernsehserie, zwei Folgen)
- 1968, 1970: Ein Käfig voller Helden (Hogan’s Heroes, Fernsehserie, zwei Folgen)
- 1969: Rauchende Colts (Gunsmoke, Fernsehserie, eine Folge)
- 1969: Eddies Vater (The Courtship of Eddie's Father, Fernsehserie, eine Folge)
- 1969–1971: Hawaii Fünf-Null (Hawaii Five-O, Fernsehserie, drei Folgen)
- 1970: The Interns (Fernsehserie, eine Folge)
- 1971: Doris Day in... (Fernsehserie, eine Folge)
- 1973: Hunter (Fernsehfilm)
- 1973: Banacek (Fernsehserie, eine Folge)
- 1973: The New Perry Mason (Fernsehserie, eine Folge)
- 1975: Die Straßen von San Francisco (The Streets of San Francisco, Fernsehserie, eine Folge)
- 1975: Harry O (Fernsehserie, zwei Folgen)